# Trädlärkan 12

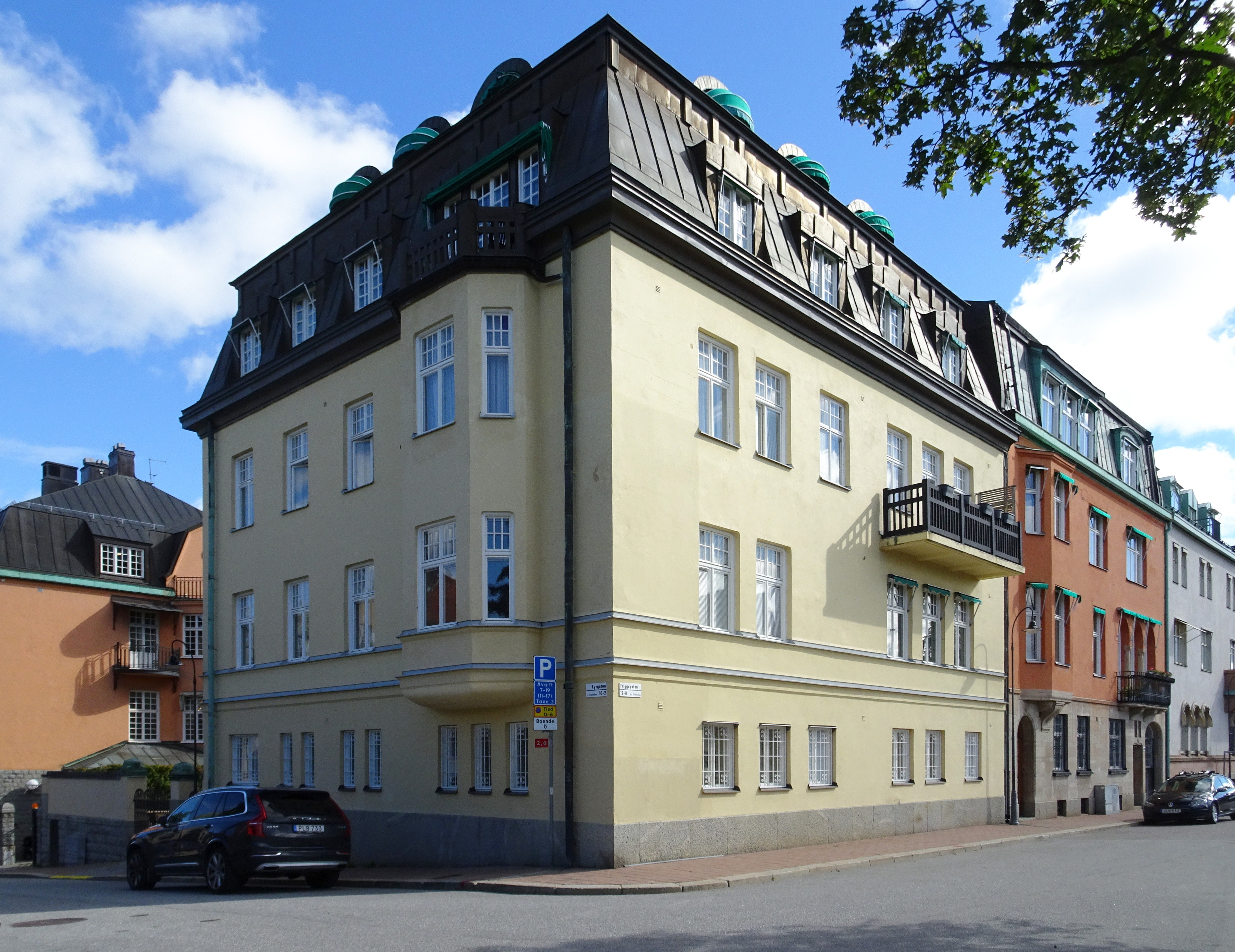
Före detta Trädlärkan 1 (närmast) och före detta Trädlärkan 11 (i anslutning till höger), framför går Friggagatan, september 2022.

Trädlärkan 12 är en fastighet i kvarteret Trädlärkan i Lärkstaden på Östermalm i Stockholm. Fastigheten är en sammanslagning av tidigare Trädlärkan 1 och Trädlärkan 11 belägna i hörnet Friggagatan 10 / Tyrgatan 2.  Båda byggnader  är grönmärkta av Stadsmuseet i Stockholm, det innebär "särskilt värdefull från historisk, kulturhistorisk, miljömässig eller konstnärlig synpunkt". Fastigheten ägs sedan början av 1990-talet av Stiftelsen Pro Cultura. Stiftelsen driver i den här fastigheten Lärkstadens Studiecentrum, ett studenthem och utbildningscentrum för män.

## Trädlärkan 1
- Koordinater: 59°20′44.7″N 18°4′0.7″Ö / 59.345750°N 18.066861°Ö

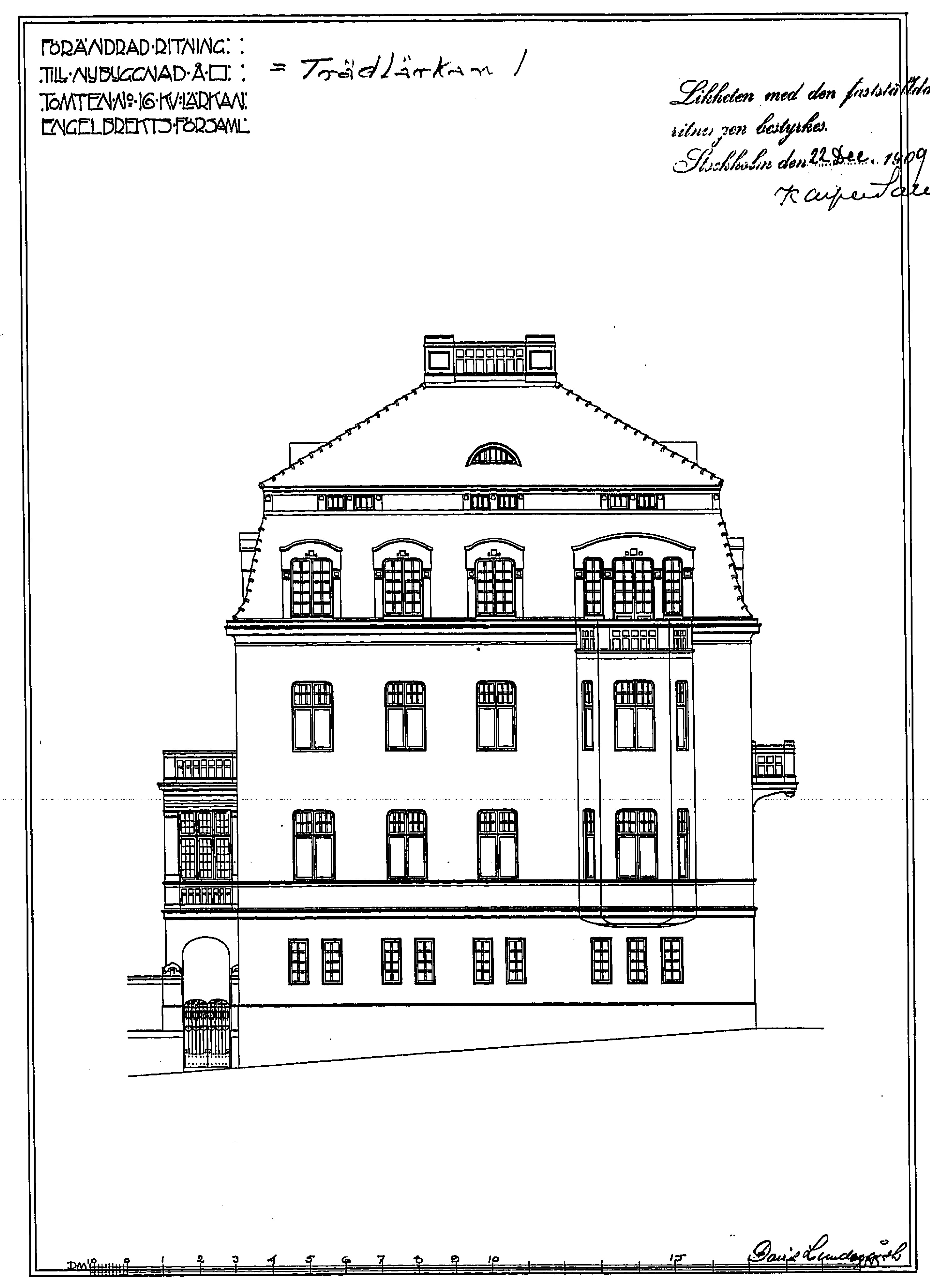
Fasad mot Tyrgatan, arkitekt David Lundegårdh, 1909.

Huset vid hörnet Tyrgatan 2 / Friggagatan 10 uppfördes 1909 som stadsvilla för direktören i AB Primus, Frans Lindqvist, efter ritningar av arkitekt David Lundegårdh. Fasaderna restes i tegel och slätputsades. Den låga sockeln kläddes med granit. Yttertaket är numera täckt av svartmålat plåt (ursprungligen glaserat taktegel). Bottenvåningen (souterrängvåningen) avskildes från våning en trappa genom ett brett, putsat band. Mot Friggagatan märks en balkong som ursprungligen var av sten och vilade på stenkonsoler och hörde till två sovrum på våning två trappor. Gaveln mot Tyrgatan accentueras av ett burspråk i två våningar som kröns av en balkong i höjd med vindsvåningen. Entrén är från gårdssidan (Tyrgatan 2). Den utformades som en egen volym med loggia innanför tre arkadbågar samt en veranda och en altan ovanpå.
Rumsfördelningen var enligt arkitektritningarna från 1909 följande:
- Källarvåning (under del av huset) – pannrum, källarrum
- Bottenvåning / souterrängvåning – entré, portvaktslägenhet om ett rum och kök, matkällare, vedförråd, automobilgarage, slöjdrum
- Våning 1 trappa – trappa och oval hall, salong och matrum i fil mot gatan, herrum, kök, serveringsrum, intertrappa mellan alla våningar
- Våning 2 trappor – trappa och övre hall, ett stort sovrum och fem mindre sovrum, badrum
- Våning 3 trappor – trappa hall, biljardrum med balkong, sex rum
- Vind – tvättstuga, strykrum, torkvind

Efter många ombyggnader och en brand på 1980-talet bevarar interiören idag inte mycket av sitt ursprungliga utseende. Exteriören stämmer dock väl överens med ursprungsritningarna.

## Trädlärkan 11
- Koordinater: 59°20′44.4″N 18°4′1.5″Ö / 59.345667°N 18.067083°Ö

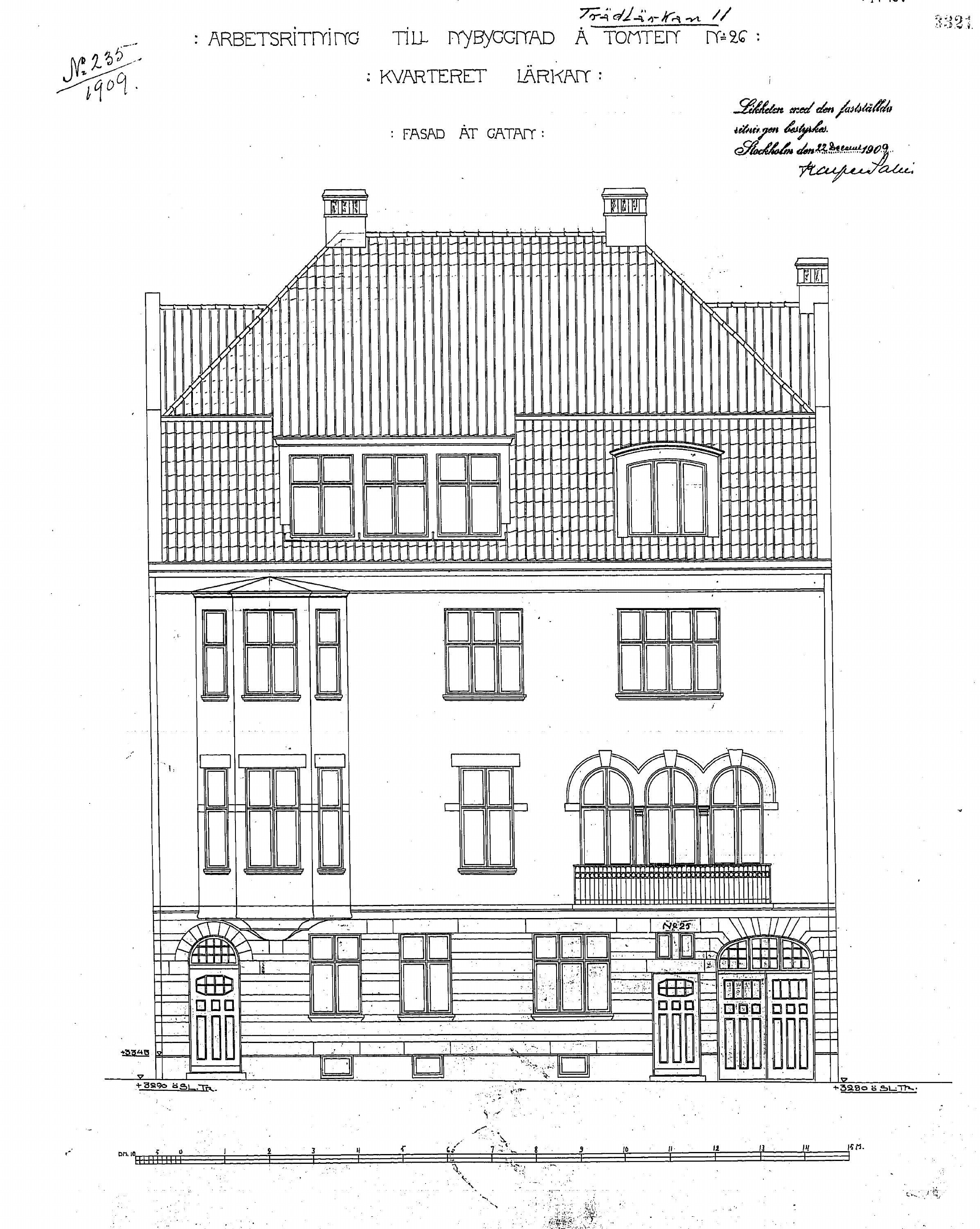
Fasad mot Friggagatan, arkitekt Thor Thorén, 1909.

Även Trädlärkan 11 koncipierades ursprungligen som stadsvilla. Huset uppfördes 1900–1911 av byggmästaren Johan Bengtson för egen räkning efter ritningar av arkitekt Thor Thorén och såldes sedan till direktören och industrimannen Gustaf Wikander (1863–1947), son till korkfabrikanten August Wicander. Huset fick tre våningar samt inredd vind och källare. I höjd med bottenvåningen kläddes fasaderna med gulbeige sandsten som har dekorationer i form av grankottar, däröver slätputsades fasaderna. Taket täcktes med kopparplåt. På våning en trappa märks en grupp bestående av tre rundbågiga fönster utformade som franska balkonger med kolonner i natursten mellan dessa och ett smitt räcke framför. Grankottsmotivet återkommer även på kolonnernas kapitäl. Gestaltningen är nationalromantiken med inslag av jugend.
Rumsfördelningen var enligt arkitektritningarna från 1909 följande:
- Källarvåning – pannrum, kolförråd, vedkällare, tvättstuga, strykrum, matkällare, vinkällare och diverse förråd
- Bottenvåning – huvudentré med hall och trappa (till vänster), mottagningsrum, kontor, automobilgarage mot gatan, rum för chaufför, kök, interntrappan och ytterligare ett rum mot gården
- Våning 1 trappa – trappa och stor hall med burspråk mot gården, salongen och matsalen i fil med skjutdörr emellan mot gatan, interntrappa, kök och serveringsgång mot gården.
- Våning 2 trappor – trappa och övre hall, rum, herrum, sovrum domestikrum, toalettrum
- Våning 3 trappor (vindsvåning) – trappa hall, biljardrum med öppen spis och högt välvt tak, sovrum, gästrum och domestikrum samt badrum

Även i Trädlärkan 11 har planlösningar interiören genom många ombyggnader och anpassningar ändrad utseende medan exteriören är välbevarad.

### Noter

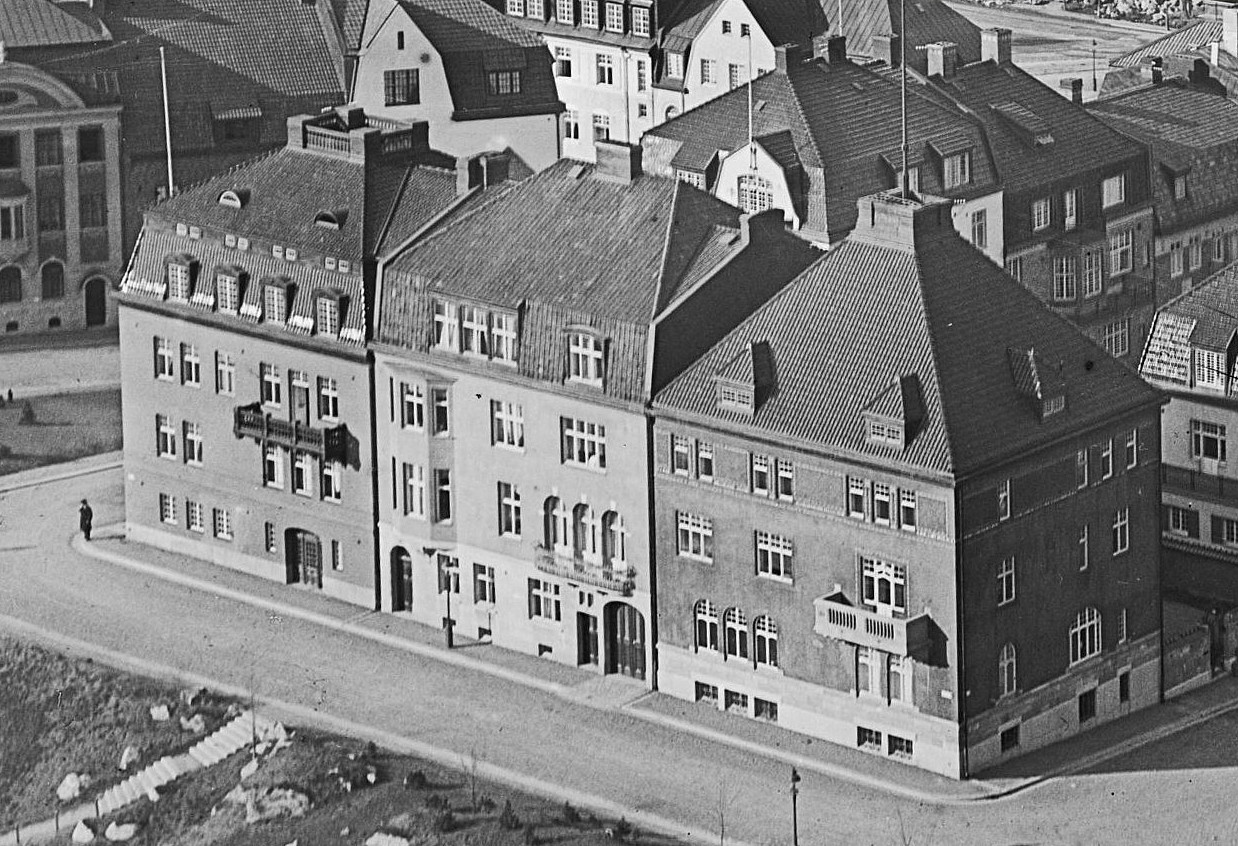
Från vänster: Trädlärkan 1, 11 och 10. Fotografi taget 1910 eller 1911 av Axel Swinhufvud från Engelbrektskyrkans torn.